# Jaldhaka

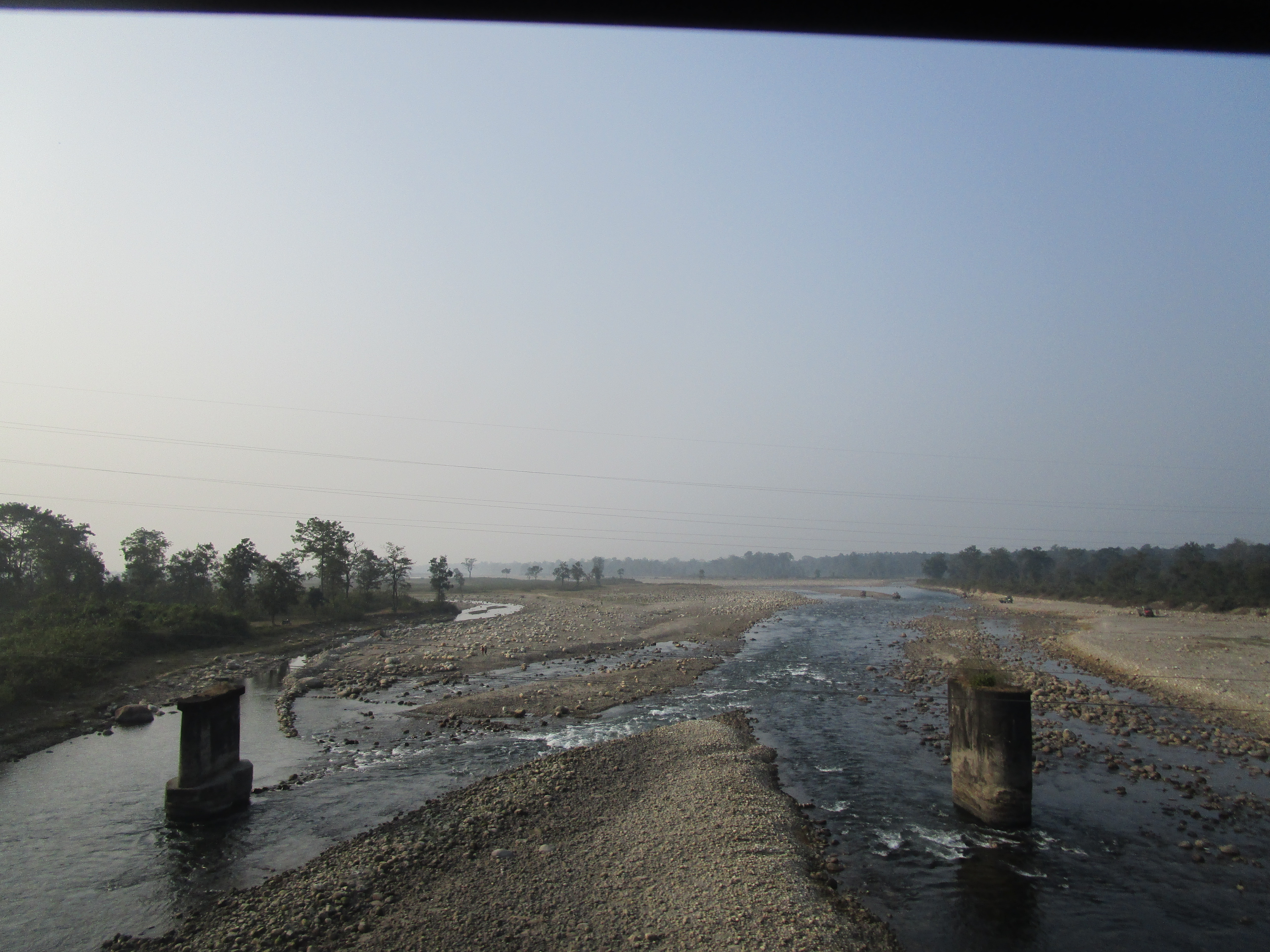
Jaldhaka River

Jaldhaka (Nepali: जलढका Jalḍhaka) és un riu de Bengala que neix a les muntanyes entre el sud-est de Sikkim i Bhutan amb el nom de De-chu i corre cap al sud. La seva llargada és de 192 km. Primer marca el límit del districte de Darjeeling amb Bhutan; travessa el districte de Jalpaiguri i el districte de Cooch Behar (ambdós de Bengala Occidental, Índia) i entra a Bangladesh al [districte de Lalmonirhat] i llavors s'uneix al Dharla o Torsha (prop de Durgarpur i de Gitaldaha) el qual desaigua al Brahmaputra al districte de Kurigram.
Els principals afluents a la part superior són el Paralang-chu, Rang-chu, i Ma-chu, tots per la dreta; a la part final del seu curs és conegut Singimari i els seus principals afluents són el Murti, Dina, Mujnai, Satanga, Duduyi, Dolang i Dalkhoa. El riu és ample però poc fondo.